# Црни котао (филм)
Црни котао или Црни казан (енгл. The Black Cauldron) је амерички цртани филм из 1985. Ово је 25. дугометражни цртани филм рађен у продукцији Компаније Волт Дизни.
Заснован је на истоименом роману Лојда Александера. Ово је први Дизни филм који је обележан са PG (Parental Guidance Suggested, предложен надзор родитеља; ознака за филмове који имају садржај који може бити неприкладан за децу). Такође је први Дизни филм урађен у CGI анимацији. Филм је имао буџет од 44 милиона америчких долара и био је најскупљи цртани филм до тада. Међутим, зарадио је 21,3 милиона америчких долара и тиме је довео компанију на ивицу банкрота. Због овог комерцијалног неуспеха, Дизни није објавио ниједан филм на форматима кућног видеа све до 1998. године.
Српску синхронизацију је радио студио Лаудворкс за канал РТС 1. Синхронизација је имала премијеру 19. јануара 2011. године.

## Радња
Радња се одвија у измишљеној земљи Придејн.
Главни лик је свињар Таран, који сања да постане велики ратник и бранилац свог родног Придејна. Његов ривал је зли и моћни Рогати краљ, који намерава да заузме Црни котао и искористи моћ садржану у њему да васкрсне војску немртвих и освоји свет. Међутим, проналажење бојлера није лак задатак. Његову локацију може назначити магична свиња Хен Вен, која живи са старим чаробњаком Долбеном. Сазнавши за намере Рогатог краља, Долбен налаже Тарану да однесе свињу на безбедно место. Успут, Таран губи Хен Вен и његова авантура почиње.
Улази у замак Рогатог краља и тамо налази свињу. На истом месту, Таран упознаје принцезу Алонви и излази из замка. У шуми упознаје Гергија и министранта Флудура Флама. Проналазе Црни котао, који убрзо преузима Рогати краљ. Овај последњи васкрсава војску мртвих, али Герги одузима котао зле моћи жртвујући свој живот и скачући у њега. Као резултат тога, Рогати краљ умире. Таран нуди вештицама, од којих су заменили магични мач за котао, договор: котао у замену за Гергија. Вештице се слажу и оживе Герги.

## Гласови
- Грант Бардсли као Таран
- Сузан Шеридан као принцеза Алонви
- Фреди Џоунс као Долбен
- Најџел Хоторн као Флудур Флам
- Артур Малет као краљ Ајделег
- Џон Бајнер као Герги/Доли
- Ида Рис Мерин као Орду
- Адела Малис-Мори као Орвен
- Били Хејз као Оргоч
- Фил Фондакаро као наказа
- Џон Херт као Рогати краљ
- Џон Хјустон као наратор

## Српски гласови[2]
- Андреј Острошки као Таран
- Александра Ширкић као принцеза Алонви
- Бора Ненић као Долбен, краљ Ајделег
- Бранислав Зеремски као Лутер
- Милан Антонић као Герги, вилењак
- Србољуб Милин као Доли, рогати краљ, наратор
- Јелена Ђорђевић Поповић као вила, Орвен
- Весна Станковић као Орду
- Јелена Стојиљковић као Оргоч
- Младен Андрејевић као наказа